# Bonatea funereoides
Bonatea funereoides är en fjärilsart som beskrevs av Paul Dognin 1918. Bonatea funereoides ingår i släktet Bonatea och familjen mätare. Inga underarter finns listade i Catalogue of Life.